# Amtsgericht Tondern

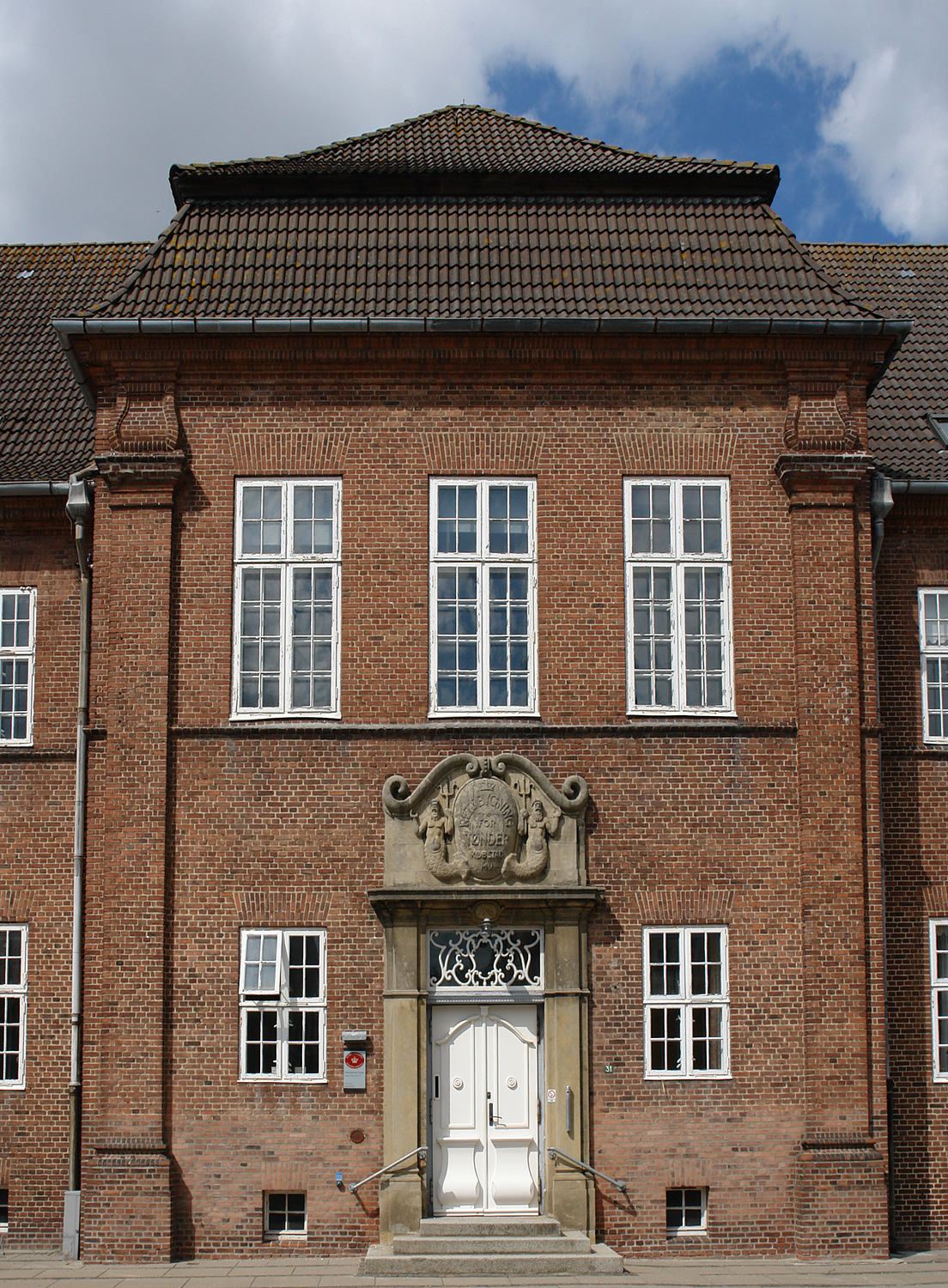
Amtsgerichtsgebäude

Das Amtsgericht Tondern war ein deutsches Amtsgericht mit Sitz in Tondern.

## Geschichte
Bis 1866 wurde die Rechtsprechung in Tondern durch das Amt Tondern wahrgenommen.
Mit der Annexion Schleswig-Holsteins wurden 1867 in der nunmehr preußischen Provinz fünf Kreisgerichte und das übergeordnete Appellationsgericht Kiel eingerichtet. Als Eingangsgerichte wurden Amtsgerichte geschaffen, darunter das Amtsgericht Tondern als eines von 19 Amtsgerichten des Kreisgerichts Flensburg. Den Gerichtssprengel bildete die Stadt Tondern mit der Landgemeinde Tondern, die nicht zur Lohharde gehörenden Teile der Kirchspiele Hoyer, Schads, Jerpstedt, Emmerleff, Abild, Dahler, Mögeltondern, Medolden und Wisbby, die Kirchspiele Uberg, Bülderup, Buhrkall, Tingeleff und Hostrup.
Mit dem Inkrafttreten des deutschen Gerichtsverfassungsgesetzes am 1. Oktober 1879 wurden reichsweit einheitlich Amts-, Land- und Oberlandesgerichte geschaffen. Das Amtsgericht Tondern blieb bestehen und war nun dem Landgericht Flensburg nachgeordnet.
Sein Gerichtsbezirk umfasste daraufhin den Kreis Tondern außer den Teilen, die den Amtsgerichten Leck, Lygumkloster, Niebüll, Tinnum auf Sylt und Wyck zugeordnet war. Am Gericht bestanden 1880 zwei Richterstellen. Das Amtsgericht war damit ein mittelgroßes Amtsgericht im Landgerichtsbezirk.
1919 wurde der Sprengel des Amtsgerichts Tondern dänisch und die Geschichte des Amtsgerichts Tondern endete. In Dänemark wurde mit Gesetz vom 28. Juni 1920 das Retten i Tønder eingerichtet. Dieses bestand bis 1972. Seit 1972 besteht kein Eingangsgericht mehr in Tondern, das zuständige Gericht war ab dann das Retten i Sønderborg in Sonderburg. In Tondern besteht weiter eine Zweigstelle dieses Gerichtes.